# Шоукросс, Конрад
Конрад Шоукросс (англ. Conrad Shawcross, 1977, Лондон, Великобритания) — современный британский художник, известен кинетической скульптурой, основанной на философских и научных идеях.

## Биография
Конрад Шоукросс родился в Лондоне в 1977. Отец художника - Уильям Шоукросс, биограф Руперта Мердока и королевы-матери, мать художника - Марина Уорнер, романист и историк культуры.
Образование: Slade School of Art (2001), Лондон;
Ruskin School of Art (1999), Оксфорд; Chelsea School of Art (1996), Лондон.

## Творчество
Работы Шоукросса находятся где-то на границе геометрии, философии, физики и метафизики. Художник часто использует теории и методологии прошлого для создания загадочных структурных и механических сооружений из разнообразных материалов, работая часто в эпическом масштабе.
Шоукросс стал известен в 2004 благодаря выставке "New Blood" в Галерее Саатчи. Он выставил работу "The Nervous System", большое деревянное приспособление, рабочий станок, выпускающий более 20000 метров двойной спирали цветной веревки каждую неделю.
Относительно недавно Шоукросс начал экспериментировать с идеальной геометрией и топологией, эти конструкции разрабатываются с учетом системы, и могут быть теоретически расширены бесконечно в пространстве. В этих и других скульптурах художник воздает должное исследователям и аналитикам прошлого - "Paradigm (Ode to the Difference Engine)" (2006) отсылает к жизни Чарльза Бэббиджа, "Slow Arc Inside a Cube" (2008) - ученого-химика Дороти Ходжкин.
"Lattice Cube IV" и "Lattice Cube II", обе 2008, продолжают интерес художника к геометрии  тетраэдра и теории Большого взрыва. "The Celestial Meters" состоит из серии из девяти стальных  стержней, расположенных в пространстве. Шоукросс вдохновился историей метра, задуманного во времена Французской революции как попытка уйти от системы фута.
Работа Шоукросса "Space Trumpet", установленная в атриуме отремонтированного здания Юнилевер в Лондоне в 2007, получила премию Art & Work 2008 за произведение искусства, заказанного для конкретного места.